# Mohelnský potok
Mohelnský potok (tjeckiska) eller Muglbach (tyska) är ett vattendrag i sydöstra Tyskland och västra Tjeckien.